# Ptychodes mixtus
Ptychodes mixtus là một loài bọ cánh cứng trong họ Cerambycidae.